# Seeed
Seeed – niemiecka grupa muzyczna z Berlina, grająca reggae i dancehall. Powstała w roku 1998, szybko zdobywając popularność w Niemczech oraz w państwach sąsiadujących. Są najpopularniejszą niemiecką grupą reggae zaraz po Gentlemanie pochodzącym z Kolonii. Większość ich tekstów jest w języku niemieckim, ale śpiewają też po angielsku oraz w patois.
Grupa ma 11 członków, w tym trzech wokalistów, sekcję dętą oraz DJ-a. Grupa współpracowała m.in. z Cee-Lo Greenem, anthonym B, Tanyą Stephens i General Degree. Najpopularniejsze jak dotychczas utwory to „Dickes B”, „Aufstehn”, „Ding” i „Music Monks”. Wiele utworów wydawanych na albumach poza granicami Niemiec jest całkowicie przetłumaczona na język angielski i w tym języku nagrana.
Ich pierwszy hit, „Dickes B”, stał się nieformalnym hymnem Berlina. Albumy Music Monks oraz Next! odniosły znaczny sukces w Niemczech oraz we Francji. Sukces Dickes B (2000) zaowocował wydaniem pierwszego albumu studyjnego grupy, New Dubby Conquerors rok później.
Piosenka zespołu Seeed pt. „Release” została użyta w ścieżce dźwiękowej do gry komputerowej FIFA Football 2005.

## Dyskografia

### Albumy
- 2001: New Dubby Conquerors
- 2003: Music Monks
- 2003: Music Monks (International)
- 2005: Next!
- 2006: Next! (International)
- 2006: Live
- 2012: Seeed
- 2019: Bam Bam

### Single
- 2000: New Dubby Conquerors
- 2000: The Tide Is High
- 2001: Dickes B
- 2001: Dancehall Caballeros
- 2003: Music Monks
- 2003: What You Deserve Is What You Get
- 2004: Release
- 2005: Aufstehn!
- 2005: Schwinger
- 2006: Ding
- 2006: Slowlife
- 2011: Molotov/Wonderful Life
- 2012: Beautiful
- 2012: Augenbling

### Minialbumy
- 2002: Waterpumpee
- 2003: Electric Boogie
- 2005: Aufstehn!

### Płyty DVD
- 2006: Live!